# Frontière entre Bahreïn et le Qatar
La frontière entre Bahreïn et le Qatar est une frontière internationale séparant Bahreïn de la péninsule du Qatar. Elle est située dans le golfe de Bahreïn, une portion du golfe Persique. Cette frontière est intégralement maritime et a fait l'objet de revendications autour des îles Hawar, affaire portée devant la Cour internationale de justice.

## Histoire
L'origine de la constitution de cette frontière remonte à 1868 lorsque les Britanniques qui colonisent cette région du Moyen-Orient décident de conclure des accords séparés entre les tribus du Qatar et les Al Khalifa qui régnaient sur Bahreïn à la suite d'affrontements armés ; auparavant, les Britanniques considéraient la péninsule du Qatar comme une dépendance de Bahreïn. 
La frontière pourrait comporter une petite section terrestre si le pont de l'Amitié Qatar-Bahreïn est construit à travers le golfe de Bahreïn.

## Sources